# Weizenbier
Als Weizenbier werden Biere bezeichnet, die mit einem hohen Anteil Weizenmalz hergestellt werden. Weitere Bezeichnungen für diese Biere sind (Hefe-)Weizen, Weißes und Weiße. „Weizen“ und „weiß“ besitzen denselben etymologischen Ursprung. Weizenbiere werden meist obergärig gebraut. Umgangssprachlich wird der Ausdruck „Weißbier“ vor allem in Südbayern, Salzburg und der Steiermark oft als Synonym für Weizenbier verwendet.

## Geschichte
Die Herstellung von Bier mit Weizen erfolgte bereits vor Jahrtausenden in Babylon und Ägypten. In Europa war es bis in das späte Mittelalter üblich, sämtliche Getreidearten zum Brauen zu verwenden – somit, falls lokal vorhanden, auch Weizen.
Heutige Weizenbiersorten entstanden erst mit dem 16. Jahrhundert. So wurde berichtet, dass in Thüringen, wo überwiegend Gerstenbier gebraut wurde, die Grafen von Tonna und Gleichen „ausschließlich Weißbier tranken“, das sie in ihrer eigenen Schlossbrauerei in Gräfentonna herstellen ließen. Es wurde bis Eisenach, Gotha, Mühlhausen, Ohrdruf, Arolsen und Pyrmont exportiert.

## Bayerisches Weizenbier

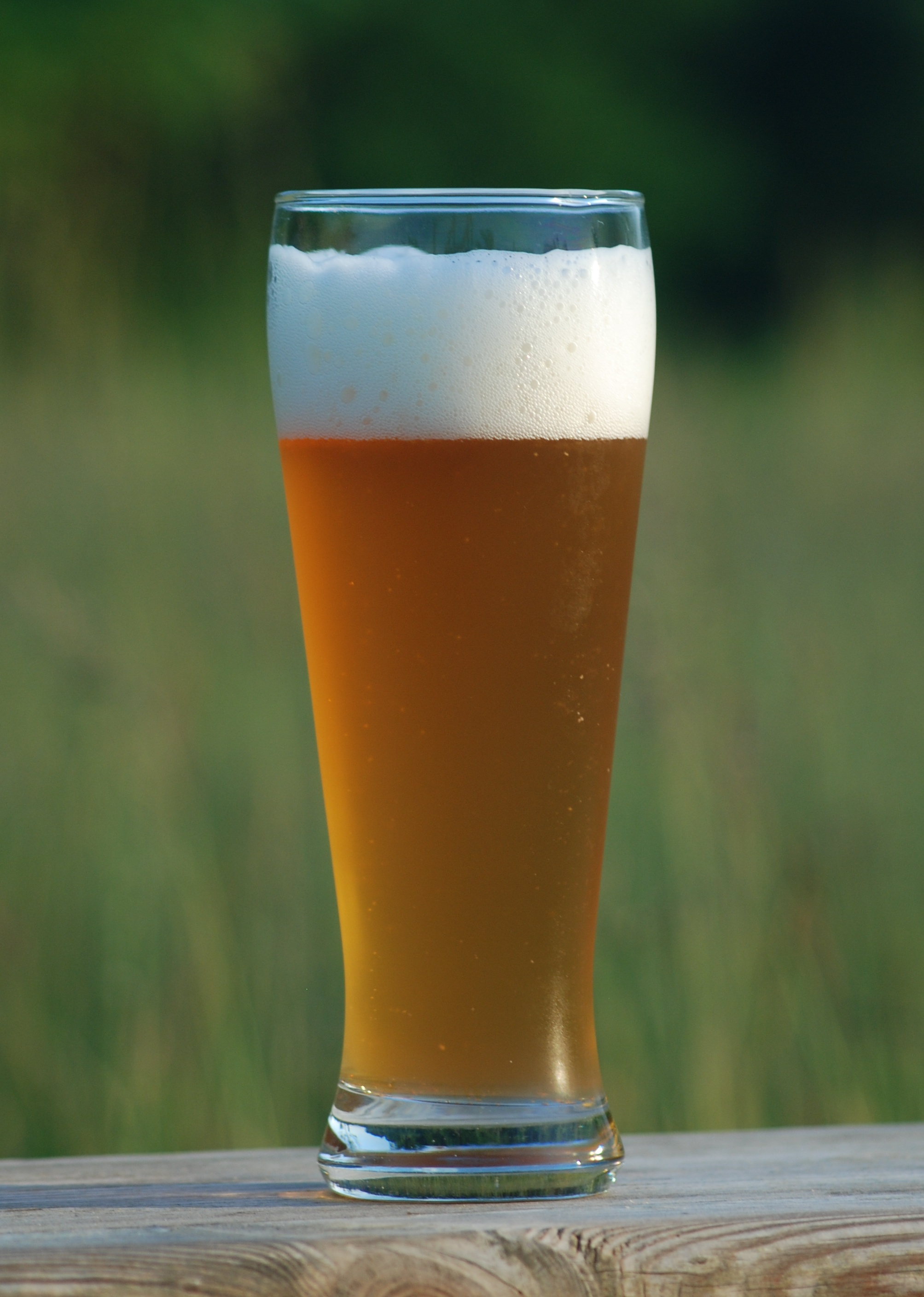
Weizenbier (Hefeweizen) in einem typischen Glas für Bayerisches Weizenbier

Bayerisches Weizenbier ist obergärig und hat in der Regel einen Stammwürzegehalt zwischen 11 und 14 °P (Grad Plato). Der Alkoholgehalt liegt entsprechend bei fünf bis sechs Volumenprozent. Bei einem Stammwürzegehalt von mindestens 16 °P spricht man von einem Weizenbock, und ab einem Stammwürzegehalt von mindestens 18 °P und einem Alkoholgehalt von über acht Volumenprozent von einem Weizendoppelbock. Traditionell gibt es keine Weizenbiere mit einem Stammwürzegehalt zwischen 14 und 16 °P, da solche Lückenbiere aufgrund des westdeutschen Biersteuergesetzes von 1952 bis 1990 nicht zulässig waren. Daneben gibt es aber auch alkoholfreie Weizenbiere. Weizenbier hat – je nach Marke – einen Brennwert von ca. 220 kJ pro 100 ml.
Bayerisches Weizenbier gilt, sofern es in Berlin gebraut wurde, als tradierte Variante des Berliner Weißbieres. Es galt in früheren Zeiten (also im Wesentlichen vor Erfindung der Lindeschen Kältemaschine, die sich jedoch erst nach und nach durchsetzte, so dass man nicht von einer plötzlichen Änderung sprechen kann) als typisches Sommerbier.

### Geschichte

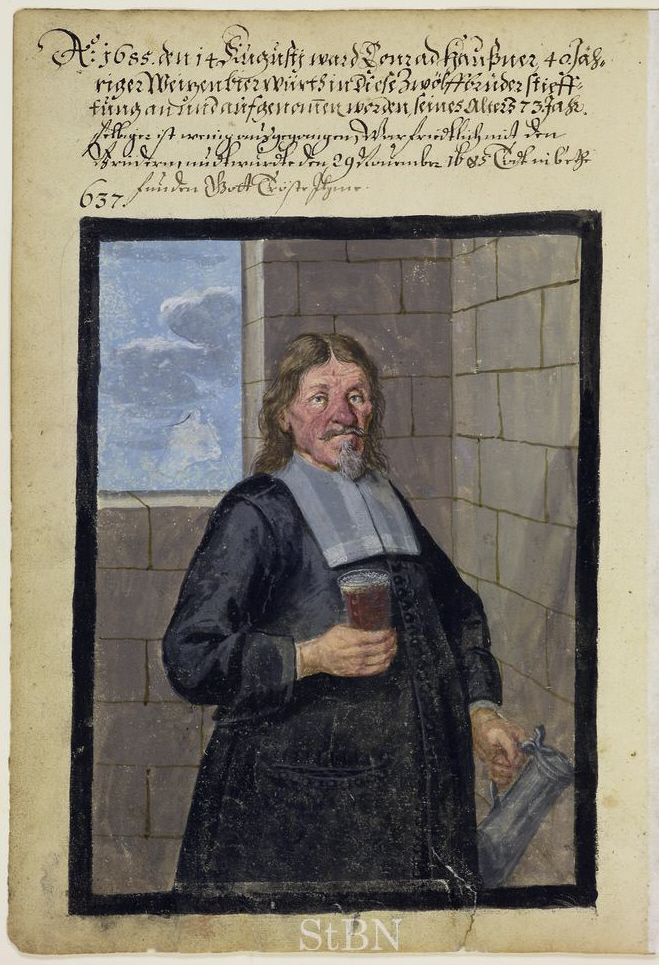
Ein Weizenbierwirt aus dem Jahr 1685, porträtiert in den Nürnberger Hausbüchern.

1548 erhielt der Freiherr von Degenberg das Privileg zugesprochen, nördlich der Donau Weizenbier zu sieden. Im übrigen Bayern war das Brauen von Weizenbier zu dieser Zeit verboten (→Reinheitsgebot). Zum einen sollte Weizen für die Ernährung der Bevölkerung gesichert werden, zum anderen konnte der bayerische Herzog Wilhelm IV. so die Degenberger näher an sich binden. Die Landeshoheit über die Degenberger war damals noch umstritten. Der Freiherr von Degenberg musste als Gegenleistung für das Privileg jährliche Zahlungen leisten. Das Brauen von Weizenbier wurde in Bayern im 16. Jahrhundert des Öfteren verboten, da sich nicht alle an das ursprüngliche Verbot hielten, und die Degenberger mussten sich das Privileg in dieser Zeit mehrfach bestätigen lassen.
Als 1602 das Geschlecht der Grafen von Degenberg im Mannesstamm ausstarb, fiel das Privileg zum Weizenbierbrauen an den bayerischen Herzog Maximilian I. zurück. Er trat das degenbergische Erbe zügig an, übernahm deren „Weiße Brauhäuser“ und gründete selbst neue, 1607 das erste und älteste noch bestehende in Kelheim. Mit manchen Städten oder Märkten schloss er Verträge, die ihm einen Großteil der Einnahmen sicherten und die er jederzeit kündigen konnte. Damit lag das alleinige Recht, Weizenbier zu brauen, in den Händen des jeweiligen bayrischen Landesherrn. Das Argument, der Weizen müsse für die Ernährung gesichert werden, ließ der Herzog im Gegensatz zu seinem Urgroßvater nicht mehr gelten. Dieses Weizenbiermonopol (auch Weizenbierprivileg oder Weizenbierregal genannt) war somit eine sichere Einnahmequelle für den bayerischen Staat: Große Teile der bayerischen Staatseinnahmen kamen aus dem Weizenbiermonopol.
Bald wurde Weizenbier auch in anderen deutschen Ländern gebraut. Seit 1643 wurde in Nürnberg, damals noch Freie Reichsstadt, auf Betreiben des Rates Weizenbier gebraut. Auch hier gab es ein Monopol der Obrigkeit, Weizenbier zu brauen.
Die Einnahmen aus den Weißen Brauhäusern im Rentamt Straubing gingen allerdings in die Privatkasse des Landesherrn. Darüber hinaus wurden die Wirte im ganzen Land verpflichtet, Weizenbier auszuschenken, andernfalls würde ihnen die Schankgenehmigung entzogen. Das Weizenbier war zwar mit Sondersteuern belegt, wurde aber nur so teuer verkauft, dass der Absatz gesichert war. Da in Bayern damals noch nicht das Bier, sondern der Baierwein das weitaus meistgetrunkene Getränk war, besteuerte Maximilian den Wein und schränkte den Import von Bier ein, um den Verkauf des herzöglichen Weißbiers zu fördern. Diese Maßnahmen trugen, neben der für den Weinbau abträglichen Kleinen Eiszeit, maßgeblich zum Aufstieg des Brauwesens in Bayern bei.
Dadurch gelang es Herzog (Kurfürst) Maximilian I., die Schulden seines Vaters zu tilgen und seinem Sohn Ferdinand Maria einen geordneten Staatshaushalt zu hinterlassen.
Im 18. Jahrhundert ging der Marktanteil des Weizenbieres stetig zurück, und mit Gesetz vom 6. August 1798 hob der bayerische Kurfürst Karl Theodor das Monopol auf. Zur Zeit der Aufhebung bestanden noch Weiße Brauhäuser in Cham, Grafenau, Kelheim, Regen, Traunstein, Vilshofen und Weilheim. Aus dem Hofbräuhaus Traunstein ist die heutige Brauerei Hofbräuhaus Traunstein hervorgegangen. Damals konnte jeder gegen eine Ablösung und jährliche Zahlungen das Recht erwerben, in Bayern Weizenbier zu brauen. Ausgenommen davon war das Weiße Hofbräuhaus in München, das in staatlichen Händen blieb, aber verpachtet wurde. 1871 wurde im Weißen Hofbräuhaus in München zum letzten Mal Weizenbier gebraut. Letzter Pächter (von 1855 bis 1873) war Georg Schneider, der 1872 vom Hofbräuamt das Weizenbierbraurecht des Hofbräuhauses erwarb und damit eine eigene Weizenbierbrauerei in München gründete.

### Herstellung
Bayerische Weizenbiere werden mit obergäriger Hefe gebraut. Für die Maische wird neben Gersten- auch Weizenmalz in unterschiedlichen Anteilen verwendet, oft bis 70 % Weizenanteil.
Weizenjungbier gelangt in der Regel endvergoren zur Nachgärung, auch Reifungsphase genannt, in die Flasche. Um während der Reifung den Bierextrakt zu erzeugen und somit eine genügende Anreicherung mit CO2 zu gewährleisten und die Reifungsgeschwindigkeit zu erhöhen, erhält es eine „Speisegabe“. Dem Jungbier wird dazu eine „Speise“ aus Vorder-/Ausschlagwürze oder Kräusen zugesetzt, deren Gehalt an Ferulasäure kann die Ausprägung einer phenolischen Note (an Gewürznelken erinnerndes Aroma) unterstützen. Für den oft vorhandenen leichten Geschmack nach Banane ist Isoamylacetat verantwortlich. Beim Entstehen der Geschmacksstoffe spielt die Hefe Torulaspora delbrueckii eine wichtige Rolle. Das „Schlauchen“ mit erhöhter Extraktdifferenz, bei der das Weizenmalz weniger gut gelöst ist, wird seltener angewendet. In den 1920er Jahren wurde in Baden-Württemberg ein zusätzlicher Schritt angefügt, bei dem die Hefe vor der Abfüllung entfernt wird. Dieses Bier wird unter dem Namen „Kristall-Weizen“ vermarktet.
Beim klassischen Flaschengärverfahren erfolgt die Reifung zunächst bei hohen Temperaturen (eine Woche bei 15–20 °C). Eine wärmere Reifung begünstigt die Esterbildung. Mit steigender Temperatur und Warmlagerdauer steigt allerdings auch die Autolysegefahr. Anschließend folgt eine Kaltlagerphase von zwei Wochen bei 10 °C. Die Hefevermehrung (Hefezellzahl) zu Beginn der Reifungsphase wird über Separation beziehungsweise Bypass eingestellt. Auch eine Vorklärung und nachträgliche Gabe von Hefe zusammen mit der „Speise“ ist üblich. Obergärige Hefe unterstützt dabei eher die Bildung von Aromastoffen, untergärige Hefe bildet weniger Gärungsnebenprodukte. Zu beachten ist, dass sich beide Hefearten am Schluss der Reifung aufgrund des Drucks in der Flasche am Boden absetzen.
Hersteller, die auf Flaschennachgärung verzichten, lassen das Bier in großen Lagertanks nachvergären. Die Prozessführung ist dabei ähnlich. Die Kaltlagerphase findet allerdings häufig bei niedrigeren Temperaturen (−1 °C) statt. Die Aromabildung ist beim Tankreifungsverfahren generell schwächer ausgeprägt.
In der „Stabilisierung“ wird das Bier oft filtriert und beim Abfüllen wieder mit der zwischenzeitlich durch Hitze abgetöteten Gärhefe und den mit ihr zuvor ausgefilterten Trubstoffen versetzt. Auf diese Weise wird ohne Pasteurisation des gesamten Bieres eine größtmögliche Haltbarkeit des Produkts bei gleichbleibendem Geschmack erreicht. Beim Einsatz vitaler Hefen kann ohne vorherige Filtration über den Plattenwärmeübertrager gefahren werden, ohne dass die Zellen Schaden nehmen.
Die Farbe des Weizenbieres ist von der Art des Malzes abhängig. Kristallweizen sind meist von sehr heller Färbung. Bei den Hefeweizenbieren reicht das Spektrum von hellen, goldgelben Sorten über nussbraune Biere bis zu tiefdunkelbraunen schwarzen Weizenmalzen mit vollmundigem, malzig-rauchigem Aroma. Der Hopfenanteil ist bei Weizenbieren geringer als bei anderen Bieren, weshalb Personen, denen die Hopfenbittere zu stark ist, oft auf Weizenbiere zurückgreifen.

### Alkoholfrei
Wie bei anderen alkoholfreien Bieren wird der geringe Alkoholgehalt eines alkoholfreien Weizenbiers durch einen Stopp des Gärungsprozesses oder eine spätere Entalkoholisierung erreicht. Alkoholfreies Weizenbier wird als Durstlöscher und Sportgetränk beworben, weil es isotonisch ist und gesundheitsfördernde Eigenschaften haben soll. Ein Beleg für die „gesunde“ Wirkung von alkoholfreiem Weizenbier soll eine – von einer Brauerei finanzierte – sportmedizinische Studie über die Wirkung des in alkoholfreiem Weizenbier enthaltenen Polyphenols als Entzündungshemmer sein. Diese angeblichen Vorteile von alkoholfreiem Bier speziell für Sportler sind allerdings kritisch zu bewerten: Viele Lebensmittel enthalten Polyphenol, zum Beispiel auch alkoholisches Bier und Wein, aber auch Obst und Gemüse. Alkoholfreies Weizenbier deckt darüber hinaus nur einen Teil des Bedarfs von Intensivsportlern ab.

### Weizenbierglas

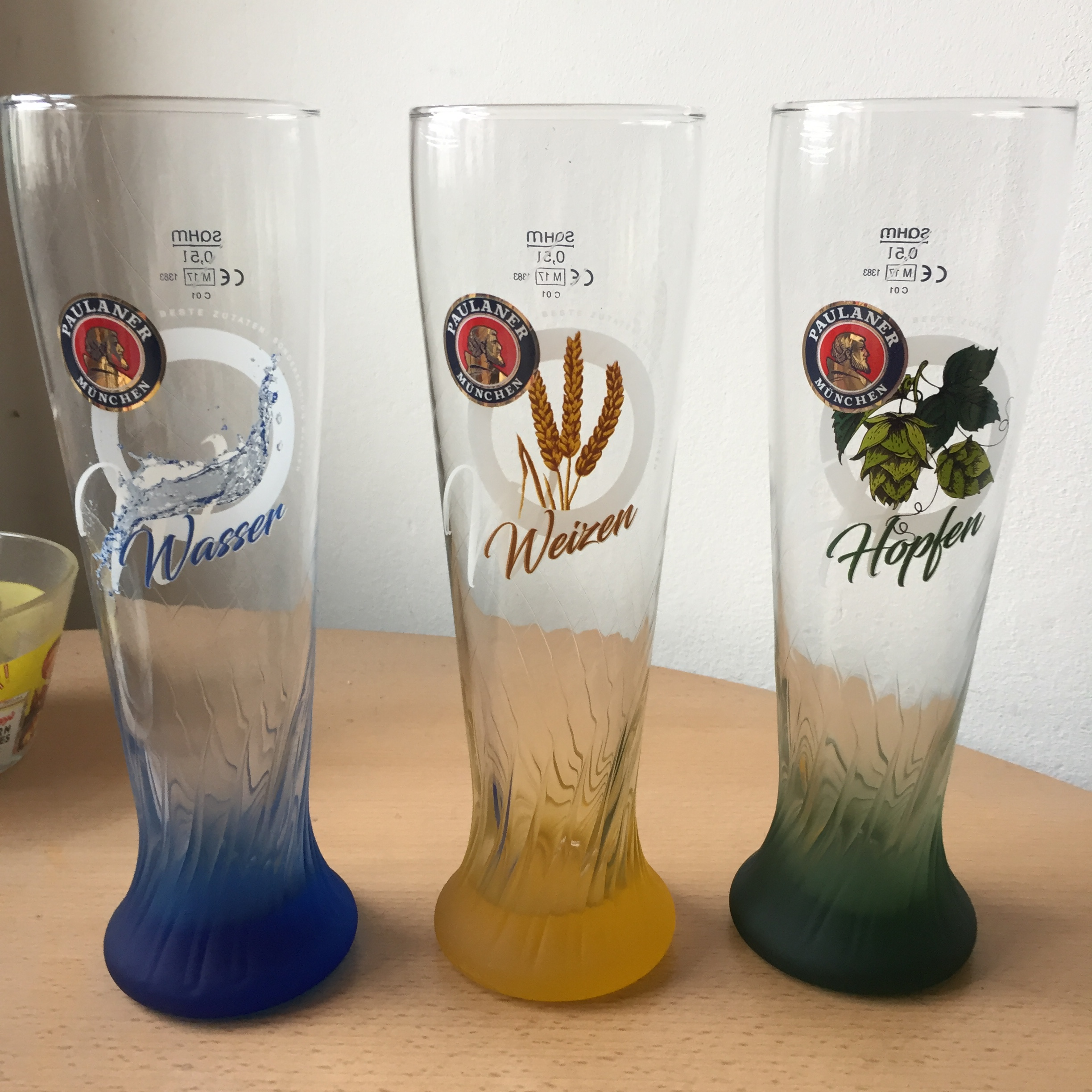
Weizenbiergläser mit nach Zutaten gefärbtem Boden

Bayerisches und auch oberschwäbisches Weizenbier wird traditionell in besonders geformten hohen, schlanken Gläsern ausgeschenkt. In bestimmten Teilen Bayerns bezeichnet man diese auch als „Weißbierstutzn“.
Die Form der Weizenbiergläser wurde so gewählt, dass die Kohlensäureperlen lange durch das Getränk nach oben steigen können und es lange frisch und spritzig halten.
Der verstärkte Glasboden dient der Verlagerung des Schwerpunkts nach unten. So wird einerseits das Risiko des Umkippens der hohen Gläser reduziert, andererseits ein angenehm griffiges Gefühl erzeugt. Um Glasbruch bei unvorsichtigem Anstoßen zu verhindern, wird bei Weizenbiergläsern unterhalb des Griffs mit dem Boden angestoßen.
Eine Sammlung von Weizenbiergläsern findet sich im Weizenglasmuseum Nürnberg.

### Mischgetränke
Vielerorts existieren unter den regional unterschiedlichsten Bezeichnungen Mischgetränke, die neben Weizenbier meist Limonade enthalten. Mittlerweile werden auch zunehmend fertige Weizenbiermischgetränke angeboten.
- Russ, Weizenradler (mit Zitronenlimonade)
- Colaweizen, regional auch Neger, Mohren oder Rau(ch)fangkehra (mit Cola)
- Weizen mit Fruchtzusätzen, z. B. Bananenweizen (mit Bananennektar) oder Kirschweizen (mit Kirschsaft)
- Goaß, Schwarze, Gaas, Goiß (mit Cola oder Spezi und Kirschlikör oder auch Weinbrand)

### Nährwerte
Der physiologische Brennwert für 100 ml Weizenbier liegt durchschnittlich bei 222 kJ bzw. 52 kcal. Enthalten sind ca. 0,3 g Proteine, 3 g Kohlenhydrate, 0 g Fett und 4 g Alkohol. Alkoholfreie Weizenbiere haben einen Brennwert von ungefähr 100 kJ bzw. 24 kcal pro 100 ml.

## Lambic
Lambic ist eine spontanvergorene belgische Bierspezialität mit Weizen und Gerstenmalz.

## Witbier
Witbier oder auch Witte ist eine insbesondere in Belgien und den Niederlanden verbreitete obergärige Weizenbiersorte. Es wird meist mit Grut, Koriander und Orangenschalen gewürzt.